# Paulinho Cascavel
Paulinho Cascavel (Criciuma, Brazil, 27. studenog 1959.) je brazilski nogometaš. 
Igrao je na položaju napadača, na mjestu centarfora.
Jedan je od Brazilaca koji nikad nisu dobili prigodu zaigrati za Brazil. 
Bio je najboljim strijelcem portugalskog nogometnog prvenstva u sezonama 1986/87. i 1987/88., kada je postigao 22 odnosno 23 pogotka, štujući niz.